# Allmoge- och folkmuseet
Allmoge- och folkmuseet är Nya Kopparbergs bergslags hembygdsförenings museum i Kopparberg. 
Allmoge- och folkmuseet ligger i en byggnad vid Gruvstugetorget, som ursprungligen var ett 1756 uppfört sockenmagasin för spannmål. Magasinet har ett lås med tre nycklar, vilka under den tid som det användes som spannmålsmagasin handhades av de båda föreståndarna respektive magasinskrivaren. 
Byggnaden övertogs av Nya Kopparbergs bergslags hembygdsförening på 1920-talet.